# La Torre d’en Besora
La Torre d’en Besora – gmina w Hiszpanii, w prowincji Castellón, we wspólnocie autonomicznej Walencja, o powierzchni 11,87 km². W 2022 roku liczyła 165 mieszkańców.